# Ford Rainey
Ford Rainey (Mountain Home, 8 agosto 1908 – Santa Monica, 25 luglio 2005) è stato un attore statunitense.
Per il cinema conta più di 30 partecipazioni dal 1949 al 2003, mentre per gli schermi televisivi diede vita a numerosi personaggi in oltre 130 produzioni dal 1951 al 2003.

## Biografia
Ford Rainey nacque a Mountain Home, in Idaho, l'8 agosto 1908. Iniziò a lavorare come attore alla radio e in teatro e fece parte di diverse produzioni a Broadway fin dagli anni trenta. Frequentò la Cornish Drama School a Seattle e la scuola di recitazione di Michael Chekhov a New York. Prestò servizio nella United States Coast Guard durante la Seconda Guerra Mondiale. Dopo la guerra si trasferì a Ojai, in California, dove lui, Woodrow Chambliss e altri attori che avevano studiato al Michael Chekhov Theatre Studio fondarono la compagnia Ojai Valley Players.
Attore caratterista, debuttò al cinema dalla fine degli anni quaranta e in televisione all'inizio dei cinquanta. Per quest'ultima si dedicò ad una lunga carriera dando vita a numerosi personaggi per varie serie, tra cui Lloyd Ramsey in 12 episodi della serie Window on Main Street dal 1961 al 1962, il dottor Barnett in tre episodi della serie Search nel 1972, Jim Elgin in 4 episodi della serie L'uomo da sei milioni di dollari dal 1975 al 1976 e in 8 della serie La donna bionica dal 1976 al 1977, il dottor Burke in due episodi della serie La casa nella prateria dal 1975 al 1978,  Mickey in 8 episodi della serie The King of Queens dal 1999 al 2003, Prescott Wilson in due episodi della serie Oltre la legge - L'informatore nel 1989 e Nate in vari episodi della serie Ned and Stacey dal 1996 al 1997. Interpretò inoltre una miriade di ruoli minori e inanellò una serie di apparizioni da guest star in decine di episodi di altre serie televisive, dall'epoca d'oro della televisione statunitense fino agli anni novanta.
Fu inoltre accreditato in diverse produzioni cinematografiche per le quali interpretò personaggi più o meno secondari, come  il marshal di Bisbee in Quel treno per Yuma  del 1957, Abraham Lincoln in L'uomo delle montagne del 1976 e il dottor Mixter  in Il signore della morte del 1981.
Terminò la carriera televisiva interpretando  Mickey nell'episodio American Idle della serie The King of Queens che fu mandato in onda il 3 dicembre 2003 mentre per gli schermi cinematografici l'ultimo ruolo che interpretò fu quello di Phil nel film del 2003 Purgatory Flats.
Morì a Santa Monica, in California, il 25 luglio 2005 e fu seppellito al Westwood Memorial Park di Los Angeles.

## Filmografia

### Cinema
- La furia umana (White Heat), regia di Raoul Walsh (1949)
- Intermezzo matrimoniale (Perfect Strangers), regia di Bretaigne Windust (1950)
- La tunica (The Robe), regia di Henry Koster (1953)
- Giungla umana (The Human Jungle), regia di Joseph M. Newman (1954)
- Quel treno per Yuma (3:10 to Yuma), regia di Delmer Daves (1957)
- Gli uomini della terra selvaggia (The Badlanders), regia di Delmer Daves (1958)
- Le otto celle della morte (The Last Mile), regia di Howard W. Koch (1959)
- Il grande capitano (John Paul Jones), regia di John Farrow (1959)
- Stella di fuoco (Flaming Star), regia di Don Siegel (1960)
- Dead to the World, regia di Nicholas Webster (1961)
- Vento caldo (Parrish), regia di Delmer Daves (1961)
- Cavalcarono insieme (Two Rode Together), regia di John Ford (1961)
- Ada Dallas (Ada), regia di Daniel Mann (1961)
- Un pugno di fango (Claudelle Inglish), regia di Gordon Douglas (1961)
- 20 chili di guai!... e una tonnellata di gioia (40 Pounds of Trouble), regia di Norman Jewison (1962)
- I re del sole (Kings of the Sun), regia di J. Lee Thompson (1963)
- Pistole roventi (Gunpoint), regia di Earl Bellamy (1966)
- Johnny Tiger, regia di Paul Wendkos (1966)
- Quelli della San Pablo (The Sand Pebbles), regia di Robert Wise (1966)
- Vivere da vigliacchi morire da eroi (Chuka), regia di Gordon Douglas (1967)
- I temerari (The Gypsy Moths), regia di John Frankenheimer (1969)
- The Traveling Executioner, regia di Jack Smight (1970)
- The Naked Zoo, regia di William Grefe (1970)
- My Old Man's Place, regia di Edwin Sherin (1971)
- Cotter, regia di Paul Stanley (1973)
- Sixteen, regia di Lawrence Dobkin (1973)
- Perché un assassinio (The Parallax View), regia di Alan J. Pakula (1974)
- L'uomo delle montagne (Guardian of the Wilderness), regia di David O'Malley (1976)
- Il signore della morte (Halloween II), regia di Rick Rosenthal (1981)
- The Cellar, regia di Kevin Tenney (1989)
- Bed & Breakfast - Servizio in camera (Bed & Breakfast), regia di Robert Ellis Miller (1991)
- Bridges, regia di Vladimir Lange (1992)
- The Politics of Desire, regia di Petrie Alexandra (1998)
- Fino all'inferno (Inferno), regia di John G. Avildsen (1999)
- Purgatory Flats, regia di Harris Done (2003)

### Televisione
- Frontiers of Faith – serie TV, un episodio (1951)
- The Adventures of Kit Carson – serie TV, un episodio (1951)
- Your Jeweler's Showcase – serie TV, 2 episodi (1952-1953)
- Cowboy G-Men – serie TV, un episodio (1952)
- Ramar of the Jungle – serie TV, un episodio (1953)
- Kraft Television Theatre – serie TV, 2 episodi (1955-1958)
- The Philco Television Playhouse – serie TV, un episodio (1955)
- Studio One – serie TV, un episodio (1955)
- Danger – serie TV, un episodio (1955)
- Robert Montgomery Presents – serie TV, un episodio (1957)
- Goodyear Television Playhouse – serie TV, un episodio (1957)
- Sunday Showcase – serie TV, un episodio (1960)
- The Tall Man – serie TV, 2 episodi (1960)
- Window on Main Street – serie TV, 12 episodi (1961-1962)
- Il dottor Kildare (Dr. Kildare) – serie TV, 2 episodi (1961-1965)
- Gli uomini della prateria (Rawhide) – serie TV, 3 episodi (1961-1965)
- Bonanza – serie TV, 9 episodi (1961-1971)
- Route 66 – serie TV, un episodio (1961)
- The Brothers Brannagan – serie TV, un episodio (1961)
- Gli intoccabili (The Untouchables) – serie TV, 2 episodi (1962-1963)
- Perry Mason – serie TV, 4 episodi (1962-1965)
- Gunsmoke – serie TV, 3 episodi (1962-1974)
- Lotta senza quartiere (Cain's Hundred) – serie TV, un episodio (1962)
- I detectives (The Detectives) – serie TV, episodio 3x16 (1962)
- Scacco matto (Checkmate) – serie TV, episodio 2x22 (1962)
- Stoney Burke – serie TV, un episodio (1962)
- Empire – serie TV, un episodio (1962)
- The Wide Country – serie TV, episodio 1x11 (1962)
- The Richard Boone Show – serie TV, 14 episodi (1963-1964)
- Il virginiano (The Virginian) – serie TV, 7 episodi (1963-1969)
- Saints and Sinners – serie TV, un episodio (1963)
- Laramie – serie TV, un episodio (1963)
- Have Gun - Will Travel – serie TV, episodio 6x23 (1963)
- The Nurses – serie TV, episodio 2x02 (1963)
- Viaggio in fondo al mare (Voyage to the Bottom of the Sea) – serie TV, 2 episodi (1964-1965)
- Daniel Boone – serie TV, 3 episodi (1964-1969)
- The Outer Limits – serie TV, un episodio (1964)
- Mr. Novak – serie TV, episodio 2x09 (1964)
- Profiles in Courage – serie TV, un episodio (1964)
- Lassie – serie TV, 3 episodi (1965-1969)
- Insight – serie TV, 4 episodi (1965-1975)
- Lost in Space – serie TV, 2 episodi (1965)
- The Wackiest Ship in the Army – serie TV, episodio 1x04 (1965)
- The Long, Hot Summer – serie TV, 2 episodi (1965)
- La grande vallata (The Big Valley) – serie TV, episodio 1x06 (1965)
- Slattery's People – serie TV, 2 episodi (1965)
- Get Smart – serie TV, un episodio (1965)
- I giorni della nostra vita (Days of Our Lives) – serie TV (1965)
- Selvaggio west (The Wild Wild West) – serie TV, 3 episodi (1966-1968)
- Il fuggiasco (The Fugitive) – serie TV, 2 episodi (1966)
- Kronos - Sfida al passato (The Time Tunnel) – serie TV, episodio 1x12 (1966)
- Iron Horse – serie TV, episodio 1x15 (1966)
- Il grande teatro del west (The Guns of Will Sonnett) – serie TV, 2 episodi (1967-1968)
- F.B.I. (The F.B.I.) – serie TV, 5 episodi (1967-1973)
- Mannix – serie TV, 5 episodi (1967-1973)
- Cimarron Strip – serie TV, episodio 1x02 (1967)
- I giorni di Bryan (Run for Your Life) – serie TV, episodio 3x06 (1967)
- Gli invasori (The Invaders) – serie TV, 2 episodi (1967)
- Due avvocati nel West (Dundee and the Culhane) – serie TV, un episodio (1967)
- The Man from the 25th Century – film TV (1968)
- Tony e il professore (My Friend Tony) – serie TV, un episodio (1969)
- Al banco della difesa (Judd for the Defense) – serie TV, un episodio (1969)
- D.A.: Murder One – film TV (1969)
- Giovani avvocati (The Young Lawyers) – serie TV, episodi 1x04-1x16 (1970-1971)
- Quella casa sulla collina (My Sweet Charlie) – film TV (1970)
- Mod Squad, i ragazzi di Greer (The Mod Squad) – serie TV, un episodio (1970)
- The Andersonville Trial – film TV (1970)
- Dan August – serie TV, un episodio (1970)
- The Bold Ones: The Lawyers – serie TV, 2 episodi (1970)
- L'immortale (The Immortal) – serie TV, un episodio (1970)
- Due onesti fuorilegge (Alias Smith and Jones) – serie TV, 6 episodi (1971-1972)
- Cannon – serie TV, 3 episodi (1971-1974)
- Uomini di legge (Storefront Lawyers) – serie TV, 2 episodi (1971)
- Ironside – serie TV, un episodio (1971)
- Mistero in galleria (Night Gallery) – serie TV, un episodio (1971)
- A Howling in the Woods – film TV (1971)
- Search – serie TV, 3 episodi (1972)
- Barnaby Jones – serie TV, 2 episodi (1973-1977)
- Kung Fu – serie TV, un episodio (1973)
- A tutte le auto della polizia (The Rookies) – serie TV, 2 episodi (1973)
- Linda – film TV (1973)
- Key West – film TV (1973)
- Doc Elliot – serie TV, un episodio (1974)
- Difesa a oltranza (Owen Marshall, Counselor at Law) – serie TV, un episodio (1974)
- Manhunter – film TV (1974)
- The Stranger Who Looks Like Me – film TV (1974)
- Arriva l'elicottero (Chopper One) – serie TV, un episodio (1974)
- The Story of Pretty Boy Floyd – film TV (1974)
- Il cacciatore (The Manhunter) – serie TV (1974)
- L'uomo da sei milioni di dollari (The Six Million Dollar Man) – serie TV, 4 episodi (1975-1976)
- La casa nella prateria (Little House on the Prairie) – serie TV, episodi 2x02-4x21 (1975-1978)
- Agenzia Rockford (The Rockford Files) – serie TV, un episodio (1975)
- Strange New World – film TV (1975)
- Medical Story – film TV (1975)
- Petrocelli – serie TV, un episodio (1975)
- Babe – film TV (1975)
- Le strade di San Francisco (The Streets of San Francisco) – serie TV, un episodio (1975)
- La donna bionica (The Bionic Woman) – serie TV, 8 episodi (1976-1977)
- Sara – serie TV, un episodio (1976)
- The New Daughters of Joshua Cabe – film TV (1976)
- The Last of Mrs. Lincoln – film TV (1976)
- Mary Tyler Moore Show (Mary Tyler Moore) – serie TV, un episodio (1976)
- Captains and the Kings – miniserie TV, un episodio (1976)
- La squadriglia delle pecore nere (Baa Baa Black Sheep) – serie TV, un episodio (1977)
- Squadra Most Wanted (Most Wanted) – serie TV, un episodio (1977)
- Our Town, regia di George Schaefer – film TV (1977)
- Quincy (Quincy M.E.) – serie TV, un episodio (1977)
- A Family Upside Down – film TV (1978)
- Una famiglia americana (The Waltons) – serie TV, un episodio (1978)
- Backstairs at the White House – miniserie TV, un episodio (1979)
- Alla conquista del West (How the West Was Won)– miniserie TV, un episodio (1979)
- Friendly Fire – film TV (1979)
- L'abisso - Storia di una madre e di una figlia (Strangers: The Story of a Mother and Daughter) – film TV (1979)
- Charlie's Angels – serie TV, episodio 4x08 (1979)
- Truck Driver (B.J. and the Bear) – serie TV, un episodio (1979)
- Dan August: The Jealousy Factor – film TV (1980)
- M*A*S*H – serie TV, un episodio (1980)
- Gideon's Trumpet – film TV (1980)
- Life of the Party: The Story of Beatrice – film TV (1982)
- Lui, lei e gli altri (It Takes Two) – serie TV, un episodio (1982)
- A cuore aperto (St. Elsewhere) – serie TV, un episodio (1984)
- Mai dire sì (Remington Steele) – serie TV, un episodio (1984)
- Bravo Dick (Newhart) – serie TV, un episodio (1984)
- Falcon Crest – serie TV, 2 episodi (1986)
- Who Is Julia? – film TV (1986)
- J. Edgar Hoover – film TV (1987)
- Amerika – miniserie TV, 2 episodi (1987)
- Santa Barbara – serie TV, un episodio (1987)
- Matlock – serie TV, 2 episodi (1989)
- Moonlighting – serie TV, un episodio (1989)
- Oltre la legge - L'informatore (Wiseguy) – serie TV, 2 episodi (1989)
- China Beach – serie TV, un episodio (1991)
- Quel bambino è mio (There Was a Little Boy) – film TV (1993)
- La famiglia Brock (Picket Fences) – serie TV, un episodio (1995)
- Ned and Stacey – serie TV, 10 episodi (1996-1997)
- Marshal Law – film TV (1996)
- The King of Queens – serie TV, 8 episodi (1999-2003)
- E.R. - Medici in prima linea (ER) – serie TV, un episodio (1999)

## Doppiatori italiani
- Manlio Busoni in Gli uomini della terra selvaggia
- Renato Turi in Quel treno per Yuma